# Paraktia Thalassia Zoni Apo Parga Eos Akrotirio Agios Thomas (Preveza), Akr. Keladio - Ag. Thomas
Paraktia Thalassia Zoni Apo Parga Eos Akrotirio Agios Thomas (Preveza), Akr. Keladio - Ag. Thomas este o arie protejată (arie specială de conservare — SAC, sit de importanță comunitară — SCI) din Grecia întinsă pe o suprafață de 1.561,39 ha, integral marine.

## Localizare
Centrul sitului Paraktia Thalassia Zoni Apo Parga Eos Akrotirio Agios Thomas (Preveza), Akr. Keladio - Ag. Thomas este situat la coordonatele 39°14′15″N 20°28′20″E / 39.237367°N 20.472188°E.

## Înființare
Situl Paraktia Thalassia Zoni Apo Parga Eos Akrotirio Agios Thomas (Preveza), Akr. Keladio - Ag. Thomas a fost declarat sit de importanță comunitară în august 1996 pentru a proteja 3 specii de animale. Situl a fost protejat și ca arie specială de conservare în martie 2011.

## Biodiversitate
Situată în ecoregiunea marină mediteraneană, aria protejată conține 3 habitate naturale: Bancuri de nisip acoperite în permanență slab de apă marină, Straturi cu Posidonia (Posidonion oceanicae), Recifuri.
La baza desemnării sitului se află mai multe specii protejate:
- mamifere (2): vidră de râu (Lutra lutra), delfin mare (Tursiops truncatus)
- reptile (1): Chelonia mydas

Pe lângă speciile protejate, pe teritoriul sitului au mai fost identificate 2 specii de plante, 2 specii de mamifere, 1 specie de nevertebrate, 1 specie de pești.